# Isaac Comnè (fill d'Aleix I)
Isaac Comnè (grec: Ἰσαάκιος Κομνηνός), nascut el 16 de gener del 1093 i mort després del 1152, fou el cinquè fill (el tercer mascle) de l'emperador romà d'Orient Aleix I Comnè amb Irene Ducena. El seu germà gran, Joan II Comnè, l'elevà al rang de sebastocràtor per agrair-li el seu suport, però les aspiracions imperials d'Isaac acabaren enverinant la seva relació.
El 1130, Isaac i els seus fills s'exiliaren després de participar en un complot contra Joan. Es passaren els anys següents vagant per Anatòlia i el Llevant en un va intent d'aconseguir el suport dels governants locals. Els èxits militars de Joan deixaren Isaac sense altre remei que provar de reconciliar-se amb el seu germà el 1138, malgrat que no renuncià als seus designis sobre el tron. El 1139, fou exiliat a Heraclea Pòntica com a precaució després de la deserció del seu fill gran als turcs seljúcides. En el turbulent procés de successió que seguí la mort de Joan el 1143, donà suport a la candidatura frustrada del seu nebot gran, també anomenat Isaac, davant del seu nebot petit, Manuel I Comnè.
El 1150, quan ja estava afeblit per una malaltia incipient, fou obligat a retirar-se de la vida pública per Manuel. A partir d'aquell moment, es dedicà a la construcció del Monestir de la Mare de Déu Salvadora del Món a Vera (actual Feres), a l'oest de Tràcia, on estava previst que fos enterrat. Isaac, famós per la seva erudició i el seu mecenatge del coneixement, és considerat l'autor de diverses obres acadèmiques i poètiques. A més a més, és conegut per la seva reconstrucció de l'Església de Cora, a Constantinoble, on encara es pot veure el seu retrat de donant avui en dia. El seu fill Andrònic I Comnè aconseguí finalment emparar-se del tron entre el 1183 i el 1185, com a últim emperador de la dinastia dels Comnens.

## Infància i joventut
Isaac Comnè, nascut el 16 de gener del 1093, era el cinquè fill (el tercer mascle) de l'emperador romà d'Orient Aleix I Comnè (r. 1081–1118) amb Irene Ducena. Com que el seu pare ja ocupava el tron en el moment del seu naixement, Isaac era un autèntic porfirogènit, dignitat amb la qual estigué associat tota la vida.
Després de la mort del seu oncle, Nicèfor Melissè, el 1104, Isaac fou nomenat cèsar pel seu pare. En la pugna per la successió que seguí la mort del seu pare el 1118, Isaac feu costat al seu germà gran Joan II Comnè (r. 1118–1143) davant de les intrigues de l'emperadriu vídua Irene i la seva germana Anna Comnena, que preferien el marit d'aquesta última, Nicèfor Brienni el Jove. Joan II li ho agraí elevant-lo al rang de sebastocràtor, amb la qual cosa l'igualava amb el seu germà mitjà, Andrònic. La concessió de la dignitat més alta de la cort romana d'Orient, que havia estat creada per Aleix I per honorar Isaac, un dels seus germans grans, el posava gairebé al mateix nivell que l'emperador. Tanmateix, gairebé tots els textos i artefactes que Isaac escrigué o finançà al llarg de la seva vida s'hi referien com a porfirogènit en lloc de com a sebastocràtor, sovint amb una menció explícita del seu pare, Aleix I, en lloc de l'emperador regnant, com era habitual. Aquesta èmfasi en la seva ascendència mostra clarament la imatge que tenia Isaac de si mateix i molt probablement no era casualitat, sinó que estava pensada per legitimar les seves aspiracions imperials.